# ميخائيل أوستين
ميخائيل أوستين (17 مايو 1964 - ) (بالإنجليزية: Michael Austen)‏ هو لاعب كريكت جنوب أفريقي ونيوزلندي.

## وصلات خارجية
- ميخائيل أوستين على موقع إي آس بي آن كريك إنفو (الإنجليزية)